# Ahmed Vefik Pascha

Ahmed Vefik Pascha

Ahmed Vefik Pascha (* 6. Juli 1823 in Istanbul; † 2. April 1891 ebenda) war ein osmanischer Staatsmann, Übersetzer und Turkologe.

## Leben
Pascha war der Sohn von Rouheddin Effendi (Rūḥ al-Dīn Meḥmed Efendi). Sein Vater war ein griechischstämmiger Übersetzer, versierter französischer Gelehrter und Diplomat, der zum Islam übergetretenen war und seine Mutter war eine Jüdin. Sein Großvater Yahya Naci Efendi war ebenfalls Übersetzer, so dass ihm das Studium von Sprachen und Übersetzen quasi in die Wiege gelegt war. Seinen ersten Unterricht erhielt er daher von der Familie, ehe er im Alter von 8 Jahren an die Mühendishane-i Berr-i Hümayun (die kaiserliche Schule für Militärtechnik) geschickt wurde. Im Jahr 1834 begleitete er seinen Vater, der in der Eigenschaft als Sekretär und Dolmetscher eingesetzt wurde, nach Paris, wo er im Collège Ste-Louis erzogen und weiter ausgebildet wurde. Neben Französisch lernte er an dieser Schule Italienisch, Latein und Griechisch. Später erlernte er weitere Sprachen wie Englisch, Persisch, Russische und türkische Dialekte.
Anschließend kehrte er nach Konstantinopel (Istanbul) zurück und wurde auf eine Stelle im Übersetzungsbüro des Außenministeriums berufen. In seiner Freizeit beschäftigte er sich mit der Übersetzung von Molieres Stücken ins Türkische, der Zusammenstellung von Lehr- und Wörterbüchern, sowie historischen und geografischen Handbüchern für den Gebrauch in türkischen Schulen, um die französischen Sprache zu fördern. 1847 brachte er, nach historischen und statistischen Studien, die erste Ausgabe des Salnameh heraus, das offizielle Jahrbuchs des Osmanischen Reiches. Zwei Jahre später wurde er zum Reichskommissar der Pforte in den Donaufürstentümern ernannt. 1851 wurde er als Gesandter nach Persien entsandt, ein Amt, das er vier Jahre ausfüllte. 1855 wurde er abberufen und auf eine Mission zur Inspektion der Ostgrenzen geschickt. Nach seiner Rückkehr wurde er Mitglied des Staatsrats und des hohen Kriegsrats und schließlich des Tanzimats. Er wurde mit der Überarbeitung des Strafgesetzbuches und der Verfahrensordnung betraut. Diese Arbeit beschäftigte ihn bis Anfang 1860. Anschließend wurde er als Botschafter nach Paris gesandt, um die befürchtete Einmischung Frankreichs in die Angelegenheiten Syriens abzuwenden. Aber Ahmed Vefiks abrupte Offenheit, Jähzornigkeit und Ablehnung von Kompromissen machten ihn für die europäische Diplomatie ungeeignet. Da er durch seinen heftigen Protest und die schroffe Wortwahl die französische Regierung beleidigte, schlug seine Mission fehl. Er wurde im Januar 1861 zurückgerufen und kurzzeitig zum Vorstand der Vakuf-Stiftung ernannt.
Er blieb anschließend eine Zeit lang ohne Amt und widmete sich seinen gelehrten Studien; als „Einsiedler von Rumeli Hisari“ erlangte der bedeutende Philosoph eine gewisse Berühmtheit. Nachdem er dann zeitweise das Amt des Generaldirektors für Zollangelegenheiten bekleidet hatte, wurde er Minister für öffentlichen Unterricht im Kabinett von Midhat Pascha. 1875 vertrat er die Türkei auf der Internationalen Telegraphenkonferenz in Sankt Petersburg. Im Jahr 1877 ernannte ihn Sultan Abdülhamid II. zum Präsidenten der ersten türkischen Deputiertenkammer (19. März bis 28. Juni 1877), nachfolgend wurde er Wālī von Adrianopel. Anfang 1878 übernahm er das öffentliche Unterrichtsministerium im Kabinett von Ahmed Hamdi Pascha, vom 5. Februar bis Mitte April 1878 amtierte er als Großwesir. In dieser Position unterzeichnete er den Frieden von San Stefano und wurde danach Walī von Bursa, wo er sich aber durch seine Strenge unbeliebt machte und 1882 abgesetzt wurde.
Am 1. Dezember 1882 wurde er erneut Großwesir, doch wurde die Ernennung schon zwei Tags später zurückgenommen, da der Sultan seine Forderungen, die er an die Übernahme geknüpft hatte, nicht erfüllen wollte. Der Sultan bestrafte ihn und ließ ihn bis an sein Lebensende unter Hausarrest stellen. Er galt als fürsorglich und Freunden gegenüber als gastfreundlich, höflich und zuvorkommend. Er fühlte sich zur europäischen Gesellschaft hingezogen. Er starb 1891 an einem Nierenleiden.
Pascha war Angaben der Großloge der Freien und Angenommenen Maurer der Türkei zufolge Freimaurer.

## Schriftliches Wirken
Pascha übersetzte zahlreiche Bücher ins Türkische. In seiner Bibliothek mit 15.000 Bänden hatte er Manuskripte in vielen Sprachen angesammelt. Er hatte zu Lebzeiten maßgeblich zum Fortschritt der Bildung beigetragen, doch verblasste das Wirken seiner Arbeiten schon bald nach seinem Tod. Er verfasste zumeist Bücher zur türkischen Geschichte, Sprache und Kultur, darunter „Fezleke-i Tarih-i Osmani“ („Zusammengefasste osmanische Geschichte“) ein spezielles Lehrbuch der türkischen Geschichte für die Militärschulen, oder „Türki Durub-i Emsal“ („Türkische Redewendungen“). Sein Werk „Lehçe-i Osmani“ („Der osmanische Dialekt“) war das erste Beispiel eines modernen türkischen Wörterbuchs.